# Асмыкович, Николай Захарович
Николай Захарович Асмыкович (20.04.1916, Гомельская область — 14.12.1976) — командир орудийного расчета 373-го артиллерийского полка, сержант, полный кавалер ордена Славы.

## Биография
Родился 7 апреля 1916 года в деревне Красная Слобода Октябрьского района Гомельской области. Белорус. Член ВКП/КПСС с 1944 года. Окончил 4 класса. До войны работал в колхозе «Оресса» и на новостройках Минска.
В Красной Армии в 1937-39 годах и с 1941 года. В боях Великой Отечественной войны с июня 1941 года. Воевал на Западном, Центральном, 1-м Украинском и 1-м Белорусском фронтах. За бои на Курской дуге награждён орденом Красной Звезды.
Наводчик орудия 373-го артиллерийского полка ефрейтор Асмыкович 25 декабря 1943 года в бою за деревню Шатилки, отражая вражеские контратаки, метким огнём прямой наводкой подбил 2 танка и сразил свыше взвода живой силы противника, что позволило удержать занимаемый рубеж. Приказом командира 175-й стрелковой дивизии от 1 февраля 1944 года ефрейтор Асмыкович Николай Захарович награждён орденом Славы 3-й степени.
В июле 1944 года в боях за город Ковель расчёт младшего сержанта Асмыковича подбил 2 танка. За участие в этих боях 175-я стрелковая дивизия получила почётное наименование «Ковельской». Командир орудийного расчета 373-го артиллерийского полка младший сержант Асмыкович 17 января 1945 года в бою юго-западнее населённого пункта Закрочим при отражении контратаки прямой наводкой вывел из строя 2 пулемета, около 20 вражеских солдат. Приказом командующего 47-й армией от 14 марта 1945 года младший сержант Асмыкович Николай Захарович награждён орденом Славы 2-й степени.
14 апреля 1945 года при прорыве обороны противника на левом берегу реки Одер восточнее города Врицен сержант Асмыкович находился в боевых порядках пехоты, прямой наводкой уничтожил орудие, расчёт станкового пулемёта, 2 ручных пулемёта с расчетом и до 20 автоматчиков. Был ранен, но не оставил поля боя; заменил раненого наводчика.
Указом Президиума Верховного Совета СССР от 31 мая 1945 года за мужество, отвагу и героизм сержант Асмыкович Николай Захарович награждён орденом Славы 1-й степени.
В 1946 году демобилизован. Вернулся на родину. Работал в совхозе «Краснослободский». Был председателем сельсовета. Скончался 14 декабря 1976 года.
Награждён орденами Славы 1-й, 2-й и 3-й степени, Красной Звезды, медалями.